# Blepharocarya depauperata
Blepharocarya depauperata là một loài thực vật có hoa trong họ Đào lộn hột. Loài này được Specht mô tả khoa học đầu tiên năm 1958.